# 宋元資治通鑑 (薛應旂)
《宋元資治通鑑》，薛應旂撰，一百五十七卷，以商辂等《通鉴纲目续编》为蓝本，加以編裁。
朱彝尊《静志居诗话》譏其“孤陋寡闻”，“如王偁、李焘、杨仲良、徐梦莘、刘时举、彭百川、李心传、叶绍翁、陈均、徐自明诸家之书，多未寓目。”“并《辽》、《金》二史亦削而不书。惟道学宗派特详尔。”